# 2011-es Le Mans Series szezon
A 2011-es Le Mans Series szezon a nyolcadik Le Mans Series szezon. Öt versenyből áll, április 3-án kezdődött és szeptember 25-én fejeződik be.

## Versenynaptár
| # | Verseny                  | Pálya                                             | Dátum         |
| - | ------------------------ | ------------------------------------------------- | ------------- |
| – | Hivatalos teszt          | Circuit Paul Ricard, Le Castellet, Franciaország  | Március 11-12 |
| 1 | Castellet-i 6 órás       | Circuit Paul Ricard, Le Castellet, Franciaország  | Április 3     |
| 2 | Spa 1000 km-es           | Circuit de Spa-Francorchamps, Belgium             | Május 7       |
| 3 | Imola-i 6 órás           | Autodromo Enzo e Dino Ferrari, Imola, Olaszország | Július 3      |
| 4 | Silverstone-i 1000 km-es | Silverstone Circuit, Egyesült Királyság           | Szeptember 11 |
| 5 | Estoril-i 6 órás         | Autódromo do Estoril, Portugália                  | Szeptember 25 |

## Eredmények
Az abszolút győztes félkövérrel van jelölve.
| # | Pálya       | LMP1 Győztes csapat                               | LMP2 Győztes csapat                          | FLM Győztes csapat                          | GTE Pro Győztes csapat               | GTE Am Győztes csapat                                      |
| # | Pálya       | LMP1 Győztes versenyzők                           | LMP2 Győztes versenyzők                      | FLM Győztes versenyzők                      | GTE Pro Győztes versenyzők           | GTE Am Győztes versenyzők                                  |
| - | ----------- | ------------------------------------------------- | -------------------------------------------- | ------------------------------------------- | ------------------------------------ | ---------------------------------------------------------- |
| 1 | Paul Ricard | No. 16 Pescarolo Team                             | No. 41 Greaves Motorsport                    | No. 95 Pegasus Racing                       | No. 66 JMW Motorsport                | No. 88 Team Felbermayr-Proton                              |
| 1 | Paul Ricard | Emmanuel Collard Christophe Tinseau Julien Jousse | Gary Chalandon Karim Ojjeh Tom Kimber-Smith  | Mirco Schultis Patrick Simon Julien Schell  | Robert Bell James Walker             | Horst Felbermayr, Sr. Horst Felbermayr, Jr. Christian Ried |
| 2 | Spa         | No. 7 Peugeot Sport Total                         | No. 46 TDS Racing                            | No. 95 Pegasus Racing                       | No. 51 AF Corse                      | No. 67 IMSA Performance Matmut                             |
| 2 | Spa         | Alexander Wurz Anthony Davidson Marc Gené         | Mathias Beche Pierre Thiriet Jody Firth      | Mirco Schultis Patrick Simon Julien Schell  | Giancarlo Fisichella Gianmaria Bruni | Raymond Narac Nicolas Armindo                              |
| 3 | Imola       | No. 7 Peugeot Sport Total                         | No. 41 Greaves Motorsport                    | No. 99 JMB Racing                           | No. 51 AF Corse                      | No. 67 IMSA Performance Matmut                             |
| 3 | Imola       | Sébastien Bourdais Anthony Davidson               | Olivier Lombard Karim Ojjeh Tom Kimber-Smith | Chapman Ducote Kyle Marcelli Nicolas Marroc | Jaime Melo Toni Vilander             | Nicolas Armindo Raymond Narac                              |
| 4 | Silverstone |                                                   |                                              |                                             |                                      |                                                            |
| 4 | Silverstone |                                                   |                                              |                                             |                                      |                                                            |
| 5 | Estoril     |                                                   |                                              |                                             |                                      |                                                            |
| 5 | Estoril     |                                                   |                                              |                                             |                                      |                                                            |

## Bajnokságok
| Pontrendszer      | Pontrendszer | Pontrendszer | Pontrendszer | Pontrendszer | Pontrendszer | Pontrendszer | Pontrendszer | Pontrendszer | Pontrendszer | Pontrendszer | Pontrendszer | Pontrendszer | Pontrendszer | Pontrendszer |
| Versenytáv        | Helyezés     | Helyezés     | Helyezés     | Helyezés     | Helyezés     | Helyezés     | Helyezés     | Helyezés     | Helyezés     | Helyezés     | Helyezés     | Helyezés     | Pole Pozíció |              |
| Versenytáv        | 1.           | 2.           | 3.           | 4.           | 5.           | 6.           | 7.           | 8.           | 9.           | 10.          | 11.          | 12-          | Pole Pozíció |              |
| ----------------- | ------------ | ------------ | ------------ | ------------ | ------------ | ------------ | ------------ | ------------ | ------------ | ------------ | ------------ | ------------ | ------------ | ------------ |
| 1000 km           | 15           | 13           | 11           | 9            | 8            | 7            | 6            | 5            | 4            | 3            | 2            | 1            | 1            |              |
| Több mint 1500 km | 30           | 26           | 22           | 18           | 16           | 14           | 12           | 10           | 8            | 6            | 4            | 2            | 1            |              |

### Csapatbajnokságok
Az LMP1, LMP2, GTE Pro és GTE Am bajnokságok első két helyezettje automatikusan bejut a 2012-es Le Mans-i 24 órás versenyre.

### LMP1
| Helyezés | Csapat           | Alváz             | Motor                  | 1  | 2 | 3 | 4 | 5 | Büntetés | Összesen |
| -------- | ---------------- | ----------------- | ---------------------- | -- | - | - | - | - | -------- | -------- |
| 1        | Pescarolo Team   | Pescarolo 01 Evo  | Judd GV5 5.0 L V10     | 15 | 7 |   |   |   |          | 22       |
| 2        | Rebellion Racing | Lola B10/60       | Toyota RV8KLM 3.4 L V8 | 14 | 6 |   |   |   |          | 20       |
| 3        | Quifel-ASM Team  | Zytek 09SC        | Zytek ZG348 3.4 L V8   | 9  | 0 |   |   |   |          | 9        |
| 4        | MIK Corse        | Zytek 09SC Hybrid | Zytek ZG348 3.4 L V8   |    | 2 |   |   |   |          | 2        |

### LMP2
| Helyezés | Csapat                  | Alváz         | Motor                     | 1  | 2  | 3 | 4 | 5 | Büntetés | Összesen |
| -------- | ----------------------- | ------------- | ------------------------- | -- | -- | - | - | - | -------- | -------- |
| 1        | Strakka Racing          | HPD ARX-01d   | HPD HR28TT 2.8 L Turbo V6 | 11 | 12 |   |   |   |          | 23       |
| 2        | Boutsen Energy Racing   | Oreca 03      | Nissan VK45DE 4.5 L V8    | 9  | 13 |   |   |   |          | 22       |
| 3        | Greaves Motorsport      | Zytek Z11SN   | Nissan VK45DE 4.5 L V8    | 15 | 5  |   |   |   |          | 20       |
| 4        | RLR Motorsport          | MG-Lola EX265 | Judd-BMW HK 3.6 L V8      | 8  | 9  |   |   |   |          | 17       |
| 5        | TDS Racing              | Oreca 03      | Nissan VK45DE 4.5 L V8    | 1  | 15 |   |   |   |          | 16       |
| 6        | Pecom Racing            | Lola B11/40   | Judd-BMW HK 3.6 L V8      | 13 | 0  |   |   |   |          | 13       |
| 7        | Race Performance        | Oreca 03      | Judd-BMW HK 3.6 L V8      | 7  | 6  |   |   |   |          | 13       |
| 8        | Extrême Limite AM Paris | Norma M200P   | Judd-BMW HK 3.6 L V8      | 5  | 4  |   |   |   |          | 9        |
| 9        | RML                     | HPD ARX-01d   | HPD HR28TT 2.8 L Turbo V6 | 6  | 0  |   |   |   |          | 6        |

### FLM
Minden csapat Oreca FLM09 alvázat és a General Motors 6,3 L V8-as motort használt.
| Helyezés | Csapat                 | 1  | 2  | 3 | 4 | 5 | Büntetés | Összesen |
| -------- | ---------------------- | -- | -- | - | - | - | -------- | -------- |
| 1        | Pegasus Racing         | 15 | 15 |   |   |   |          | 30       |
| 2        | Genoa Racing           | 13 | 13 |   |   |   |          | 26       |
| 3        | Neil Garner Motorsport | 11 | 12 |   |   |   |          | 23       |
| 4        | JMB Racing             | 9  | 9  |   |   |   |          | 18       |
| 5        | Hope Polevision Racing | 1  | 0  |   |   |   |          | 1        |

### GTE Pro
| Helyezés | Csapat                  | Alváz                       | Motor                 | 1  | 2  | 3 | 4 | 5 | Büntetés | Összesen |
| -------- | ----------------------- | --------------------------- | --------------------- | -- | -- | - | - | - | -------- | -------- |
| 1        | AF Corse                | Ferrari 458 GTC             | Ferrari 4.5 L V8      | 14 | 16 |   |   |   |          | 30       |
| 2        | Hankook Team Farnbacher | Ferrari 458 GTC             | Ferrari 4.5 L V8      | 11 | 14 |   |   |   |          | 25       |
| 3        | JMW Motorsport          | Ferrari 458 GTC             | Ferrari 4.5 L V8      | 15 | 7  |   |   |   |          | 22       |
| 4        | Jota                    | Aston Martin V8 Vantage GT2 | Aston Martin 4.5 L V8 | 0  | 8  |   |   |   |          | 8        |
| 5        | Prospeed Competition    | Porsche 997 GT3-RSR         | Porsche 4.0 L Flat-6  | 0  | 7  |   |   |   |          | 7        |
| 6        | Team Felbermayr-Proton  | Porsche 997 GT3-RSR         | Porsche 4.0 L Flat-6  | 0  | 6  |   |   |   |          | 6        |
| –        | IMSA Performance Matmut | Porsche 997 GT3-RSR         | Porsche 4.0 L Flat-6  | 0  | 0  |   |   |   |          | 0        |

### GTE Am
| Helyezés | Csapat                  | Alváz               | Motor                | 1    | 2  | 3 | 4 | 5 | Büntetés | Összesen |
| -------- | ----------------------- | ------------------- | -------------------- | ---- | -- | - | - | - | -------- | -------- |
| 1        | AF Corse                | Ferrari F430 GT2    | Ferrari 4.0 L V8     | (14) | 14 |   |   |   |          | 28       |
| 2        | IMSA Performance Matmut | Porsche 997 GT3-RSR | Porsche 4.0 L Flat-6 | (9)  | 17 |   |   |   |          | 26       |
| 3        | Team Felbermayr-Proton  | Porsche 997 GT3-RSR | Porsche 4.0 L Flat-6 | 15   | 9  |   |   |   |          | 24       |
| 4        | CRS Racing              | Ferrari F430 GT2    | Ferrari 4.0 L V8     | 9    | 0  |   |   |   |          | 9        |

### LMP1
| Helyezés | Versenyző                | Csapat           | 1  | 2 | 3 | 4 | 5 | Összesen |
| -------- | ------------------------ | ---------------- | -- | - | - | - | - | -------- |
| 1=       | Emmanuel Collard         | Pescarolo Team   | 15 | 7 |   |   |   | 22       |
| 1=       | Julien Jousse            | Pescarolo Team   | 15 | 7 |   |   |   | 22       |
| 1=       | Christophe Tinseau       | Pescarolo Team   | 15 | 7 |   |   |   | 22       |
| 2=       | Nicolas Prost            | Rebellion Racing | 12 | 6 |   |   |   | 18       |
| 2=       | Neel Jani                | Rebellion Racing | 12 | 6 |   |   |   | 18       |
| 3=       | Andrea Belicchi          | Rebellion Racing | 13 | 4 |   |   |   | 17       |
| 3=       | Jean-Christophe Boullion | Rebellion Racing | 13 | 4 |   |   |   | 17       |
| 4=       | Miguel Amaral            | Quifel ASM Team  | 9  | 0 |   |   |   | 9        |
| 4=       | Olivier Pla              | Quifel ASM Team  | 5  | 0 |   |   |   | 9        |
| 5=       | Máximo Cortés            | MIK Corse        |    | 2 |   |   |   | 2        |
| 5=       | Giacomo Piccini          | MIK Corse        |    | 2 |   |   |   | 2        |
| 5=       | Ferdinando Geri          | MIK Corse        |    | 2 |   |   |   | 2        |

### LMP2
| Helyezés | Versenyző               | Csapat                  | 1  | 2  | 3 | 4 | 5 | Összesen |
| -------- | ----------------------- | ----------------------- | -- | -- | - | - | - | -------- |
| 1=       | Nick Leventis           | Strakka Racing          | 11 | 12 |   |   |   | 23       |
| 1=       | Danny Watts             | Strakka Racing          | 11 | 12 |   |   |   | 23       |
| 1=       | Jonny Kane              | Strakka Racing          | 11 | 12 |   |   |   | 23       |
| 2=       | Dominik Kraihamer       | Boutsen Energy Racing   | 9  | 13 |   |   |   | 22       |
| 2=       | Nicolas de Crem         | Boutsen Energy Racing   | 9  | 13 |   |   |   | 22       |
| 3=       | Karim Ojjeh             | Greaves Motorsport      | 15 | 5  |   |   |   | 20       |
| 3=       | Gary Chalandon          | Greaves Motorsport      | 15 | 5  |   |   |   | 20       |
| 3=       | Tom Kimber-Smith        | Greaves Motorsport      | 15 | 5  |   |   |   | 20       |
| 4=       | Barry Gates             | RLR msport              | 8  | 9  |   |   |   | 17       |
| 4=       | Rob Garofall            | RLR msport              | 8  | 9  |   |   |   | 17       |
| 4=       | Simon Philipps          | RLR msport              | 8  | 9  |   |   |   | 17       |
| 5=       | Pierre Thiriet          | TDS Racing              | 1  | 15 |   |   |   | 16       |
| 5=       | Mathias Beche           | TDS Racing              | 1  | 15 |   |   |   | 16       |
| 5=       | Jody Firth              | TDS Racing              | 1  | 15 |   |   |   | 16       |
| 6=       | Luís Pérez Companc      | Pecom Racing            | 13 | 0  |   |   |   | 13       |
| 6=       | Matías Russo            | Pecom Racing            | 13 | 0  |   |   |   | 13       |
| 6=       | Pierre Kaffer           | Pecom Racing            | 13 | 0  |   |   |   | 13       |
| 7=       | Michel Frey             | Race Performance        | 7  | 6  |   |   |   | 13       |
| 7=       | Ralph Meichtry          | Race Performance        | 7  | 6  |   |   |   | 13       |
| 8=       | Fabien Rosier           | Extrême Limite AM Paris | 5  | 4  |   |   |   | 9        |
| 8=       | Jean-Marc Luco          | Extrême Limite AM Paris | 5  | 4  |   |   |   | 9        |
| 8=       | Maurice Basso           | Extrême Limite AM Paris | 5  | 4  |   |   |   | 9        |
| 9        | Thor-Christian Ebbesvik | Race Performance        | 7  |    |   |   |   | 7        |
| 10=      | Ben Collins             | RML                     | 6  | 0  |   |   |   | 6        |
| 10=      | Thomas Erdos            | RML                     | 6  | 0  |   |   |   | 6        |
| 10=      | Mike Newton             | RML                     | 6  | 0  |   |   |   | 6        |
| 11       | Marc Rostan             | Race Performance        |    | 6  |   |   |   | 6        |

### FLM
| Helyezés | Versenyző         | Csapat                 | 1  | 2  | 3 | 4 | 5 | Összesen |
| -------- | ----------------- | ---------------------- | -- | -- | - | - | - | -------- |
| 1=       | Julien Schell     | Pegasus Racing         | 15 | 15 |   |   |   | 30       |
| 1=       | Patrick Simon     | Pegasus Racing         | 15 | 15 |   |   |   | 30       |
| 1=       | Mirco Schultis    | Pegasus Racing         | 15 | 15 |   |   |   | 30       |
| 2=       | Jens Petersen     | Genoa Racing           | 13 | 13 |   |   |   | 26       |
| 2=       | Christian Zugel   | Genoa Racing           | 13 | 13 |   |   |   | 26       |
| 2=       | Elton Julian      | Genoa Racing           | 13 | 13 |   |   |   | 26       |
| 3=       | Phil Keen         | Neil Garner Motorsport | 11 | 12 |   |   |   | 23       |
| 3=       | Steve Keating     | Neil Garner Motorsport | 11 | 12 |   |   |   | 23       |
| 3=       | John Hartshorne   | Neil Garner Motorsport | 11 | 12 |   |   |   | 23       |
| 4        | Jean-Marc Menahem | JMB Racing             | 9  | 9  |   |   |   | 18       |
| 5=       | Manuel Rodrigues  | JMB Racing             | 9  | 0  |   |   |   | 9        |
| 5=       | Nicolas Misslin   | JMB Racing             | 9  |    |   |   |   | 9        |
| 5=       | Olivier Lombard   | JMB Racing             |    | 9  |   |   |   | 9        |
| 6=       | Luca Moro         | Hope Polevision Racing | 1  | 0  |   |   |   | 1        |
| 6=       | Nicolas Marroc    | Hope Polevision Racing | 1  | 0  |   |   |   | 1        |
| 6=       | Zhang Shan Qi     | Hope Polevision Racing | 1  | 0  |   |   |   | 1        |

### GTE Pro
| Helyezés | Versenyző            | Csapat                  | 1  | 2  | 3 | 4 | 5 | Összesen |
| -------- | -------------------- | ----------------------- | -- | -- | - | - | - | -------- |
| 1=       | Gianmaria Bruni      | AF Corse                | 14 | 16 |   |   |   | 30       |
| 1=       | Giancarlo Fisichella | AF Corse                | 14 | 16 |   |   |   | 30       |
| 2=       | Dominik Farnbacher   | Hankook Team Farnbacher | 11 | 14 |   |   |   | 25       |
| 2=       | Allan Simonsen       | Hankook Team Farnbacher | 11 | 14 |   |   |   | 25       |
| 3=       | Robert Bell          | JMW Motorsport          | 15 | 7  |   |   |   | 22       |
| 3=       | James Walker         | JMW Motorsport          | 15 | 7  |   |   |   | 22       |
| 4=       | Jaime Melo           | AF Corse                | 9  | 1  |   |   |   | 10       |
| 4=       | Toni Vilander        | AF Corse                | 9  | 1  |   |   |   | 10       |
| 5=       | Simon Dolan          | Jota                    | 0  | 8  |   |   |   | 8        |
| 5=       | Sam Hancock          | Jota                    | 0  | 8  |   |   |   | 8        |
| 6=       | Marc Goossens        | Prospeed Competition    | 0  | 7  |   |   |   | 7        |
| 6=       | Marco Holzer         | Prospeed Competition    | 0  | 7  |   |   |   | 7        |
| 7=       | Marc Lieb            | Team Felbermayr-Proton  | 0  | 6  |   |   |   | 6        |
| –        | Richard Lietz        | Team Felbermay-r Proton | 0  | 6  |   |   |   | 6        |
| –        | Wolf Henzler         | IMSA Performance Matmut | 0  | 0  |   |   |   | 0        |
| –        | Patrick Pilet        | IMSA Performance Matmut | 0  | 0  |   |   |   | 0        |

### GTE Am
| Helyezés | Versenyző              | Csapat                  | 1    | 2    | 3 | 4 | 5 | Összesen |
| -------- | ---------------------- | ----------------------- | ---- | ---- | - | - | - | -------- |
| 1=       | Marco Cioci            | AF Corse                | (14) | (14) |   |   |   | 28       |
| 1=       | Stéphane Lémeret       | AF Corse                | (14) | (14) |   |   |   | 28       |
| 1=       | Piergiuseppe Perazzini | AF Corse                | (14) | (14) |   |   |   | 28       |
| 2=       | Raymond Narac          | IMSA Performance Matmut | (9)  | (17) |   |   |   | 26       |
| 2=       | Nicolas Armindo        | IMSA Performance Matmut | (9)  | (17) |   |   |   | 26       |
| 3        | Horst Felbermayr, Jr.  | Team Felbermayr-Proton  | 15   | (9)  |   |   |   | 24       |
| 4        | Christian Ried         | Team Felbermayr-Proton  | 15   |      |   |   |   | 15       |
| 5=       | Phil Quaife            | CRS Racing              | 9    | 0    |   |   |   | 9        |
| 5=       | Klaas Hummel           | CRS Racing              | 9    | 0    |   |   |   | 9        |
| 5=       | Adam Christodoulou     | CRS Racing              | 9    | 0    |   |   |   | 9        |
| 5=       | Bryce Miller           | Team Felbermayr-Proton  |      | (9)  |   |   |   | 9        |
| –        | Horst Felbermayr, Sr.  | Team Felbermayr-Proton  | 0    | 0    |   |   |   | 0        |